# Pontolis
Pontolis és un gènere extint de mamífers carnívors de la família dels odobènids que visqueren a la riba americana de l'oceà Pacífic durant el Miocè, fa entre 5,3 i 11,6 milions d'anys. Se n'han trobat restes fòssils a Califòrnia i Oregon (Estats Units). Es tracta del pinnípede més gros que es coneix, amb una llargada cranial de 60 cm, gairebé el doble que la morsa d'avui en dia. El nom genèric Pontolis és una modificació de Pontoleon, que significa ‘lleó marí’ i fou substituït pel seu alt grau de semblança amb Pontoleo.